# Горіс (річка)
Горіс (вірм. Գորիստ) — річка, що протікає у Вірменії, у марзі Сюнік. Одна з найбільших лівобережних приток річки Воротан. Бере початок з верхніх схилів гірського масиву Мец Ішханасар, на висоті 2800 м. Довжина — 29 км, площа водозабірного басейну 146 км². Має 26 приток (найбільша — Варарак).
| Вірменія | Це незавершена стаття з географії Вірменії. Ви можете допомогти проєкту, виправивши або дописавши її. |